# Gaëtan Roussel
Gaëtan Roussel (* 13. Oktober 1972 in Rodez, Département Aveyron) ist ein französischer Singer-Songwriter.

## Leben
Roussel feierte ab 1994 erste musikalische Erfolge als Sänger der Rockband Louise Attaque. Daneben spielte er drei Alben mit der Band Tarmac ein. 
Im Jahr 2008 zeichnete er als Komponist und Produzent für das letzte Album von Alain Bashung, Bleu pétrole, verantwortlich, das im Jahr darauf bei den Victoires de la Musique mit drei Preisen ausgezeichnet wurde. Unter dem Titel Ginger veröffentlichte er 2010 sein erstes Soloalbum, zwei weitere Soloalben folgten.
Für mehrere Spielfilme, darunter Louise hires a Contract Killer (2008) und Mammuth (2010), schrieb er die Filmmusik. Für die Musik zum Film Camille – Verliebt nochmal! erhielt Roussel 2013 eine César-Nominierung in der Kategorie Beste Filmmusik.

## Diskografie

### Solo
Alben
- 2010: Ginger
- 2013: Orpailleur
- 2018: Trafic
- 2021: Est-ce que tu sais ?
- 2023: Eclect!que

Singles
- 2010: Help Myself (Nous ne faisons que passer)
- 2010: Dis-moi encore que tu m'aimes

### Mit Louise Attaque
Alben
- 1997: Louise Attaque
- 2000: Comme on a dit
- 2005: À plus tard crocodile
- 2016: Anomalie

### Mit Tarmac
Alben
- 2001: L’atelier
- 2003: Notre époque
- 2004: Concert au Réservoir

## Filmografie
- 2008: Louise hires a Contract Killer (Louise-Michel)
- 2010: Mammuth
- 2010: Je pourrais être votre grand-mère (Kurzfilm)
- 2012: Camille – Verliebt nochmal! (Camille redouble)
- 2019: Roxane
- 2019: Parfum des Lebens (Les parfums)